# بيكو أير
بيكو أير (بالإنجليزية: Pico Iyer)‏ (11 فبراير 1957، أكسفورد في المملكة المتحدة)؛ روائي بريطاني.

## الجوائز
- زمالة غوغنهايم

## روابط خارجية
- بيكو أير على موقع ميوزك برينز (الإنجليزية)
- بيكو أير على موقع ديسكوغز (الإنجليزية)